# Discodes planicornis
Discodes planicornis är en stekelart som först beskrevs av De Stefani 1886.  Discodes planicornis ingår i släktet Discodes och familjen sköldlussteklar. Inga underarter finns listade i Catalogue of Life.